# واتسون سی. اسکوایر
واتسون سی. اسکوایر (به انگلیسی: Watson C. Squire) سناتور سابق عضو حزب جمهوری‌خواه ایالات متحده آمریکا بود. وی در سال ۱۸۸۹ تا ۱۸۹۷ میلادی سناتور ایالت واشینگتن در سنای ایالات متحده آمریکا بود.